# 北山坑
北山坑，是台灣南投縣國姓鄉的一個傳統地域名稱，位於該鄉南部及東南部。相較於今日行政區，其範圍大致包括北山村不含北部、南港村，另外還包括埔里鎮成功里西部與北部兩邊邊界地帶，以及水里鄉新興村最北端。

## 歷史
台灣清治末期至日治初期，北山坑地區為一街庄，稱為「北山坑庄」，隸屬於埔里社堡。該庄輪廓大致可區分為略小的東北半葉與略大的西南半葉，東北半葉的北與北港溪庄為鄰，北邊東大半段與東邊北段與水尾庄為鄰，東邊南段與牛相觸庄為鄰，東北半葉的南側及西南半葉的東側與挑米坑庄為鄰，西南半葉的東南側為蓮華池庄、茅埔庄，南側為社仔庄，西側為鄉親藔庄、龍眼林庄，西南半葉的北側及東北半葉的西側分別為柑仔林庄、內國姓庄。
1901年（日治明治三十四年）11月，全台廢縣廳改設二十廳，該庄隸屬於南投廳。1903年（明治三十六年）6月，該庄編入「埔西區」，隸屬於南投廳。1909年（明治四十二年）10月，合併二十廳為十二廳，埔西區仍隸屬於南投廳。1920年（大正九年），全台地方制度大改正，廢十二廳改設五州二廳，該庄改制為「北山坑」大字，隸屬於臺中州新高郡國姓庄。
戰後國姓庄改制為國姓鄉，隸屬於臺中縣，大字亦改制為村。1950年10月，中、彰、投分治，國姓鄉改隸屬南投縣。

## 聚落
本地區發展較早的聚落有仙人嶺、外埔鞍、大茅埔（茅埔）、北山坑、下南港、蓮生坑等，在日治期初期的官方地圖上已有記載。此外，本地區尚有坑內、頭溪巷、竹仔籟、外盤安、粗坑口、鳳鳴巷、十二份、基寮坪、長石巷、長石口、林家、徐家、蓮生巷、韭菜湖頂、樟湖、三角嶺卡等聚落。

## 交通
國道6號又稱「水沙連高速公路」，是霧峰至埔里的橫貫高速公路，大致以西北—東南走向由北山坑地區東北半葉的西部邊界南側入境後，繞大灣經國姓二號隧道轉西南—東北走向，經北山交流道後繞大彎轉西北西—東南東走向經埔里隧道出境。境內設有北山交流道，有連絡道與省道台14線相接，但僅容東出西入。由此向西北可前往國姓、草屯、萬斗六的舊正、丁臺南部並止於國道3號霧峰系統交流道。
省道台14線（中正路四段）是彰化至南投廬山的幹道，大致以西向東由本地區東北半葉的西部邊界中央偏南處入境後，繞大彎轉東南東再繞大彎轉東北東，經茅埔繞大彎轉東南再繞大彎轉東北，再繞大彎轉東南東經觀音二號隧道出境。由該道路向西轉西南西再轉西北可前往國姓市區西南郊、草屯、芬園、彰化中庄子並止於省道台1線路口；向東南東轉東南可前往埔里、仁愛（霧社）、廬山等地。
縣道147號（南港路、港頭巷、新興巷）是北山坑至車崙坪的道路，其北側端點位於本地區東北半葉西部邊界外緣，也是內國性南端的省道台14線路口。由此向東南跨南港溪北山橋入境後，轉南微西再轉南南東，經國道6號高架橋下後，轉南微西沿溪谷蜿蜒而行，其後轉南南東蜿蜒出境，可前往社子地區北部凸出部分東側並止於縣道131號路口。
鄉道投68線（種瓜路）是北山村至成功的道路，其西側端點位於本地區中部偏北的縣道147號路口。由此向東北東轉東南經國道6號高架橋下後蜿蜒而行，出境後可前往挑米坑並止於鄉道投64線路口。

## 學校
- 北山國中
- 北山國小
- 南港國小
- 港源國小